# Abram Besicovitch
Abram Samoilovitch Besicovitch (em russo:  Абрам Самойлович Безикович; Berdyansk, 24 de janeiro de 1891 — Cambridge, 2 de novembro de 1970) foi um matemático russo naturalizado britânico.
Em 1927 foi para a Universidade de Cambridge, onde em 1950 sucedeu John Edensor Littlewood na Cátedra Rouse Ball de Matemática. Aposentou-se em 1958, lecionando como professor visitante até 1966 em diversas universidades dos Estados Unidos, retornando depois ao Trinity College (Cambridge).

## Obras
- Besicovitch: Almost periodic functions, Dover, 1954